# Pendennis Castle

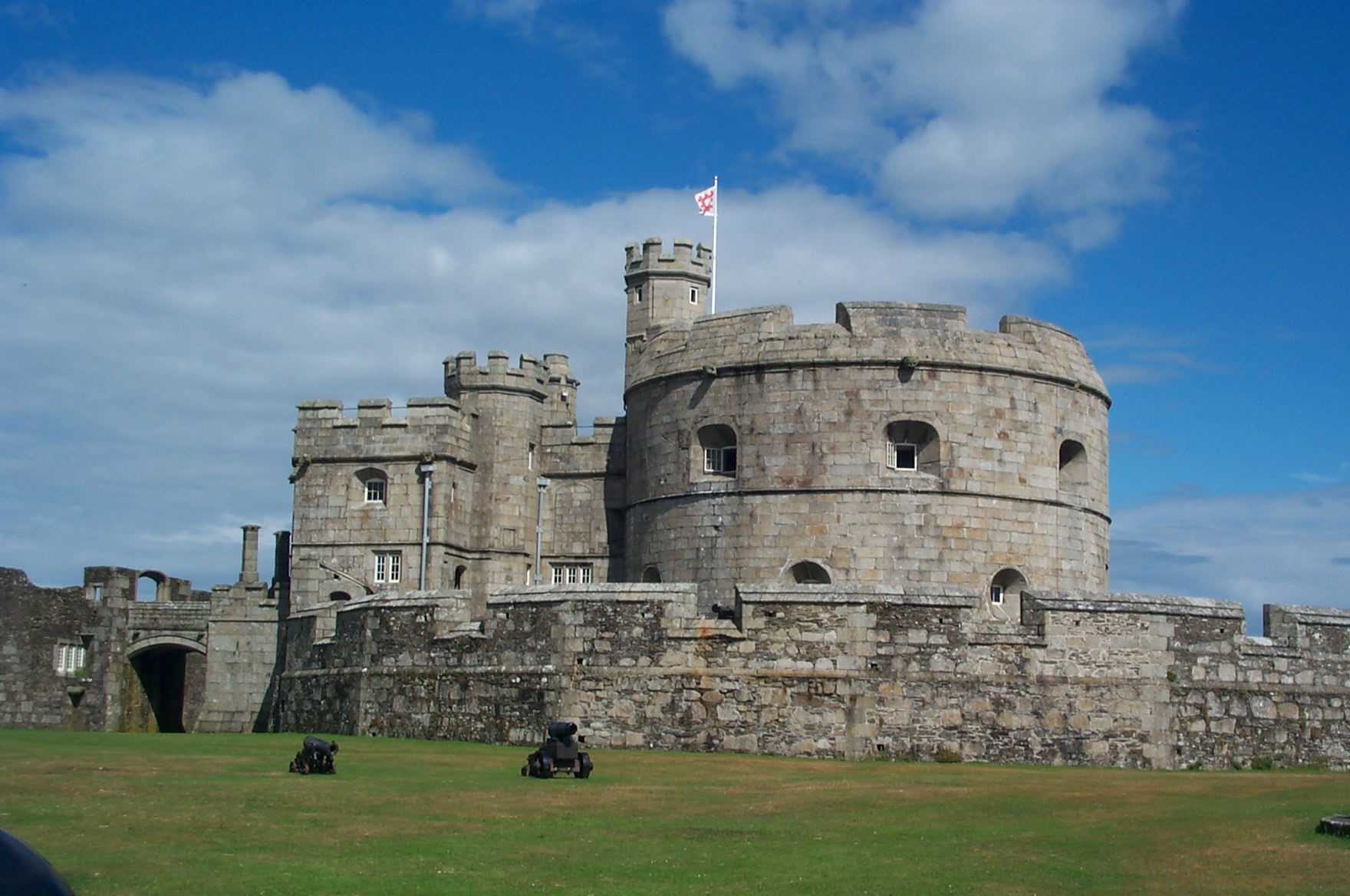
Donjon von Pendennis Castle

Pendennis Castle (Kornisch: Kastel Penndinas) ist eine Kombination von Forts (auch Henrician Castle genannt) am Westufer des Ästuars des River Fal bei Falmouth in der englischen Grafschaft Cornwall. Zusammen mit St Mawes Castle, ihrer Schwesterburg am Ostufer des Ästuars ließ König Heinrich VIII. diese Burg zwischen 1539 und 1545 errichten, um die Einfahrt zum Fluss zu bewachen und die Carrick Roads bei Falmouth gegen mögliche französische und spanische Angriffe zu verteidigen. Die Burg besteht aus einem einfachen, runden Turm und einem Torhaus, das von einer niedrigen Kurtine umschlossen ist. Heute gehört sie dem Staat und wird von English Heritage verwaltet. 2024 betrug die Besucherzahl etwa 78.000 Personen.

## Bau

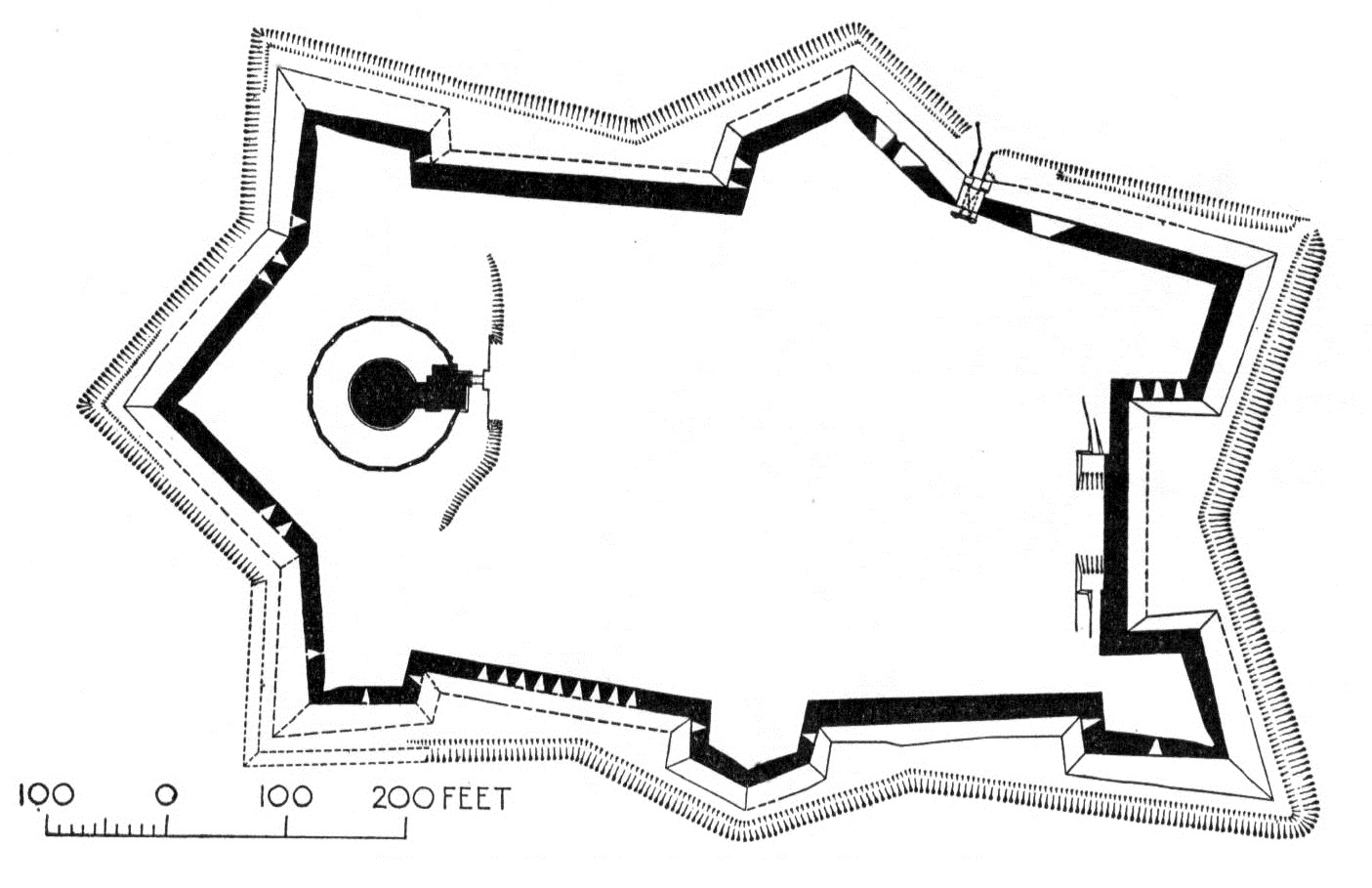
Grundriss der Burg

Pendennis Castle entstand als eines einer Kette von Forts entlang der Küste der südlichen Hälfte Großbritanniens von Hull an der Ostküste bis Milford Haven im Westen. Dieses Bauprogramm war die Antwort auf die Drohung der Franzosen und Spanier, England zu besetzen, weil Heinrich VIII. vom katholischen Glauben abgefallen war und sich in der Reformation den Protestanten angeschlossen hatte. Der Papst hatte die katholischen Könige von Frankreich und Spanien um eine Invasion Englands gebeten, um dort den Katholizismus wieder zu installieren. Die Engländer wussten, dass die Franzosen und Spanier mit den Carrick Roads als möglichem Ankerplatz für eine Invasion vertraut waren, denn kurz vorher hatte dort eine Seeschlacht stattgefunden und die Angreifer wussten, dass diese Meerenge größtenteils ungeschützt war. Daher erschien es König Heinrich dringend, dort Verteidigungsstellungen zu installieren.

## Besetzung von 1646

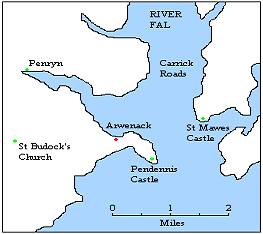
Karte mit Standort von Pendennis Castle

Pendennis Castle spielte im englischen Bürgerkrieg eine bedeutende Rolle. Es war die letzte Stellung der Royalisten im Südwesten und die letzte royalistische Burg, die in die Hände der Roundheads fiel. Eine royalistische Garnison widerstand dort einer fünfmonatigen Belagerung (März 1646 – 17. August 1646) der parlamentarischen Truppen, bevor sie sich ehrenvoll ergaben. Die Parlamentarier griffen die Burg von Land und von See aus an; die royalistische Garnison von Cornishmen stand unter der Führung des 70 Jahre alten John VII. Arundell (1576–1654) aus Trerice. Pendennis Castle war neben Raglan Castle und Harlech Castle der dritte Rückzugsort, an dem die Royalisten sich den Parlamentariern entgegenstellten. Etwa 1000 Männer, Frauen und Kinder überlebten die 155 Tage dauernde Belagerung in der Burg, bevor sie wegen Hungers sich ergeben mussten. Vorher diente die Burg Königin Henrietta Maria und dem Prince of Wales, dem späteren König Karl II. vor ihrer Flucht nach Frankreich als Freistätte.

## Liste der Gouverneure
Der erste Gouverneur, der von König Heinrich VIII. ernannt wurde, war John III. Killingrew (verstorben 1567) aus Arwenack, Falmouth, dessen Brasse in der Kirche von Budock bis heute erhalten ist. Das Amt des Gouverneurs wurde in seiner Familie viele Generationen lang praktisch erblich.

## Angeschlossene Festungen
Crab Quay liegt unterhalb von Pendennis Castle auf der Nordostseite der Landzunge. Dies ist ein für eine Landung sehr geeigneter Punkt und dort wurde Ende des 17. oder Anfang des 18. Jahrhunderts eine Batterie gebaut, die erstmals 1715 auf einer Karte auftaucht. Unterhalb dieser Batterie gibt es fünf D-förmige Betonplattformen knapp über dem Wasser. Dies waren Fundamente für Suchscheinwerfer für die Batterie von Middle Point. Alle oberirdischen Gebäude von Middle Point wurden in den 1960er-Jahren beseitigt.
Das Little Dennis Blockhouse wurde als Teil der weiteren Befestigungen der Burg in den 1540er-Jahren gebaut. Das Blockhaus war ein steinernes Gebäude in D-Form über dem River Fal und dem Meer. Es wurde 1654 abgerissen.